# Culture Wilton

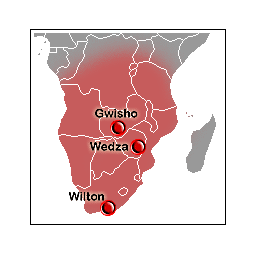
Aire de répartition de la culture Wilton et principaux sites

La culture Wilton ou Wilton est un faciès culturel préhistorique répandu en Afrique australe et orientale au Later Stone Age, environ 6000 ans av. J.-C. Cette culture est notamment caractérisée par la présence de microlithes et une diversité typologique plus marquée que les cultures antérieures.
Elle a été définie par John Hewitt à la suite de la fouille d'une grotte de la ferme Wilton en collaboration avec C. W. Wilmot.

## Répartition
La culture Wilton est notamment attestée à Kalambo Falls, à la frontière entre Zambie et Tanzanie, et dans les gisements de la vallée de Twyfelfontein en Namibie. 
Un campement datant de 2300 ans BC a été découvert à Gwisho, en Zambie, près de la Kafue.

## Caractéristiques
Les outils du Wilton présentent certaines analogies avec les microlithes du Mésolithique européen. Les manifestations les plus récentes de cette culture indiquent toutefois que l'usage du fer était maîtrisé. Certains sites d'Afrique australe montrent l'association de la culture Wilton avec des œuvres d'art rupestre.

## Gwisho
Les outils mis au jour à Gwisho étaient plus sophistiqués que ceux des sites antérieurs. Les porteurs de la culture Wilton y ont développé une industrie osseuse comprenant des poinçons, des éléments de parure et des flèches composites. Ils ont également façonné des outils de bois afin de déterrer des racines comestibles, qui constituaient la base de leur alimentation,. L'essentiel de leur alimentation était fourni par la cueillette.
Selon les anthropologues, tous les occupants de Gwisho auraient pu appartenir à un unique groupe de parenté, tous les membres descendant d'un même ancêtre ou étant apparentés de différentes façons.

## Chronologie
- Vers 7600-2500 av. J.-C. : Wilton ancien et classique[5].
- Vers 2500-200 av. J.-C. : Wilton postclassique[5].
- Vers 100-1870 av. J.-C. : Wilton à céramique[5].